# I Follow Rivers
I Follow Rivers è un singolo della cantante svedese Lykke Li, pubblicato il 21 gennaio 2011 come secondo estratto dal secondo album in studio Wounded Rhymes.

## Descrizione
Il brano è stato scritto da Peter Bjorn, Rick Nowels e dalla cantante stessa.
Il singolo ha avuto molte cover, tra cui quella del gruppo musicale belga Triggerfinger, e diversi remix, tra cui quello di The Magician. Nonostante il brano sia uscito nel 2011, è entrato in classifica in diversi paesi, tra cui l'Italia, solo dopo la realizzazione di quest'ultimo remix nel 2013.

## Video musicale
Il video musicale, diretto da Tarik Saleh, mostra la protagonista (Lykke Li) che insegue un uomo (l'attore Fares Fares) nella neve. Il video è stato girato a Närsholmen, nell'isola di Gotland (Svezia).
Il video rappresenta l'inevitabilità della morte (rappresentata da Lykke Li), che prima o poi arriverà a prendere ognuno di noi.

## Tracce
- Nordic iTunes remix EP[12]

1. I Follow Rivers – 3:42
2. I Follow Rivers (Dave Sitek Remix) – 3:58
3. I Follow Rivers (The Magician Remix) – 4:40
4. I Follow Rivers (Van & the Sublimial Kid) – 6:41

- UK iTunes EP[13]

1. I Follow Rivers – 3:48
2. I Follow Rivers (Dave Sitek Remix) – 3:58
3. I Follow Rivers (Van Rivers & the Sublimial Kid) – 6:41

- UK 7" single

A. "I Follow Rivers"
B. "Get Some" (Primary 1 Remix)

## Classifiche
| Classifica (2011-25) | Posizione massima |
| -------------------- | ----------------- |
| Austria              | 2                 |
| Belgio (Vallonia)    | 1                 |
| Belgio (Fiandre)     | 1                 |
| Danimarca            | 40                |
| Francia              | 4                 |
| Germania             | 1                 |
| Ungheria             | 2                 |
| Irlanda              | 2                 |
| Italia               | 1                 |
| Lituania             | 87                |
| Lussemburgo          | 1                 |
| Paesi Bassi          | 2                 |
| Polonia              | 1                 |
| Romania              | 1                 |
| Slovacchia           | 13                |
| Svezia               | 44                |
| Svizzera             | 2                 |

### Classifiche di fine anno
| Classifica (2013) | Posizione |
| ----------------- | --------- |
| Italia            | 7         |

## Colonne sonore
- "I Follow Rivers" (The Magician Remix) è utilizzato nella colonna sonora di La vita di Adele, film vincitore della Palma d'oro al Festival di Cannes 2013.
- "I Follow Rivers" (The Magician Remix) è stato utilizzato dal marzo al giugno 2013 come colonna sonora degli spot Wind con Aldo, Giovanni e Giacomo.

È anche una delle colonne sonore della seconda stagione della serie remake di SKAM, SKAM Espãna.